# Škoda Muzeum
Škoda Muzeum – muzeum motoryzacyjne w Mladej Boleslavi ukazujące historię przedsiębiorstwa Škoda Auto i jego poprzednika Laurin & Klement. 
Na muzeum składa 1800 m² ekspozycji z około 500 eksponatami, w tym 46 samochodów, wiele motocykli i rowerów. Jesienią 2012 roku otwarto nową zrekonstruowaną wystawę. Teraz wystawa podzielona jest na trzy obszary tematyczne: pierwszy, zatytułowany Ewolucje ukazuje najważniejsze produkty Škody z najnowszych badań, w tym pierwszy samochód z 1906 roku 720 Spider, 1100 OHC i Super-Sport Ferat. W sekcji Tradycja ukazywane są samochody z różnych okresów, zaangażowanie w sporty motorowe, rozwój logo i osobowości oraz wydarzeń związanych z marką. W sekcji Precyzja może zobaczyć rekonstrukcję zabytkowego pojazdu w różnych etapach rozwoju w czterech różnych eksponatów.

## Galeria

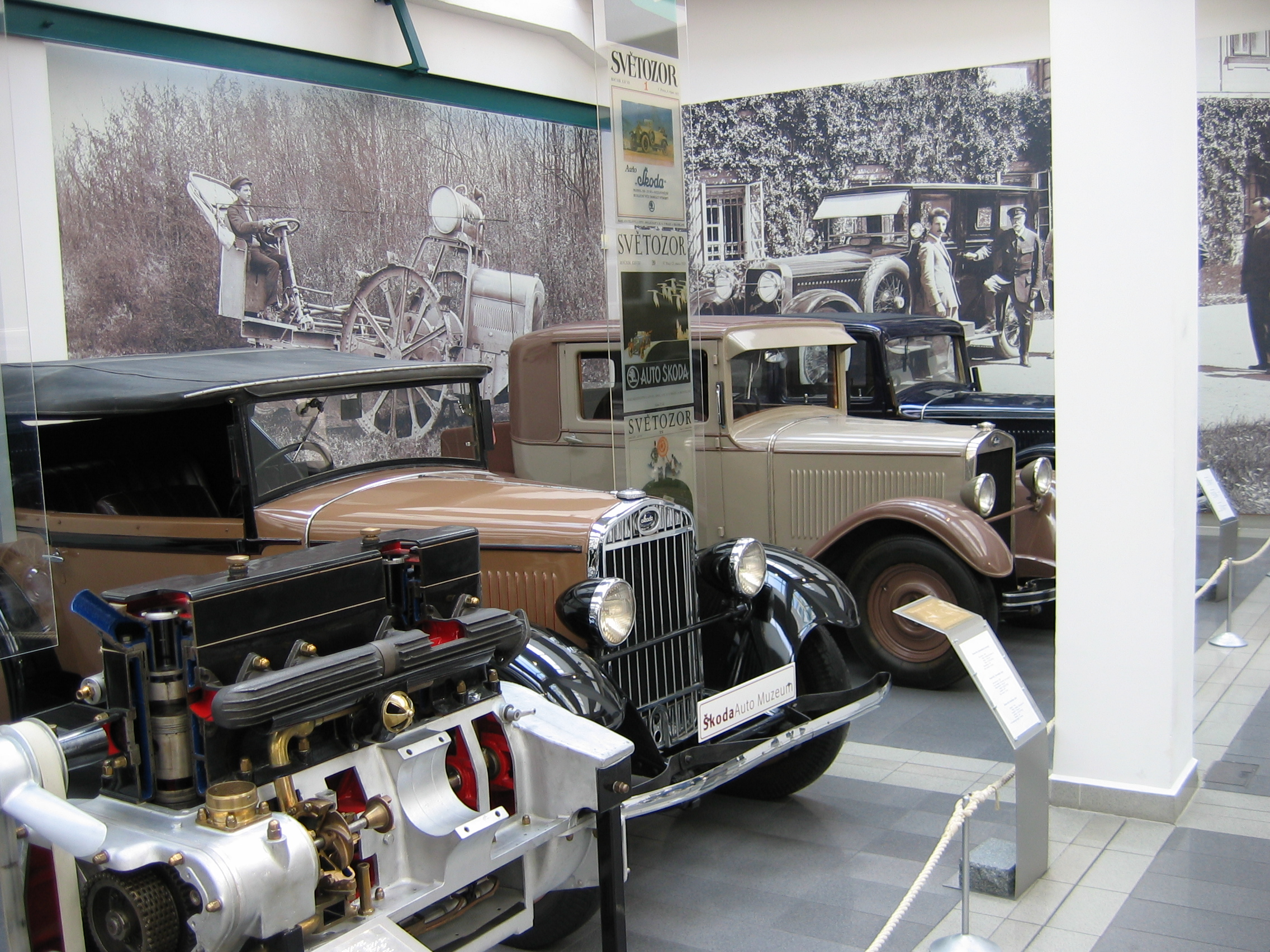
Škoda 422 faeton a Škoda 422 tudor
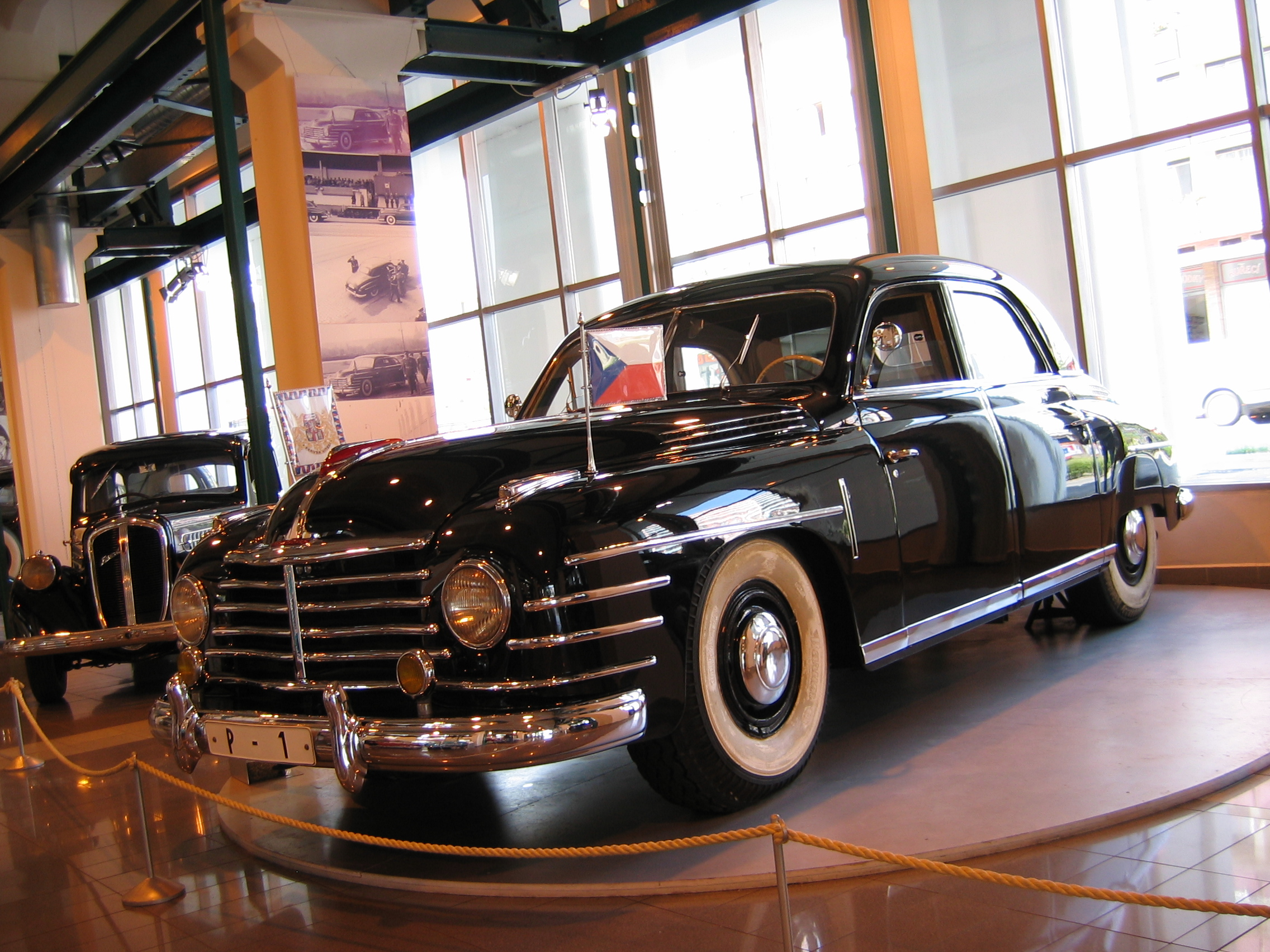
Limuzyna Škoda VOS
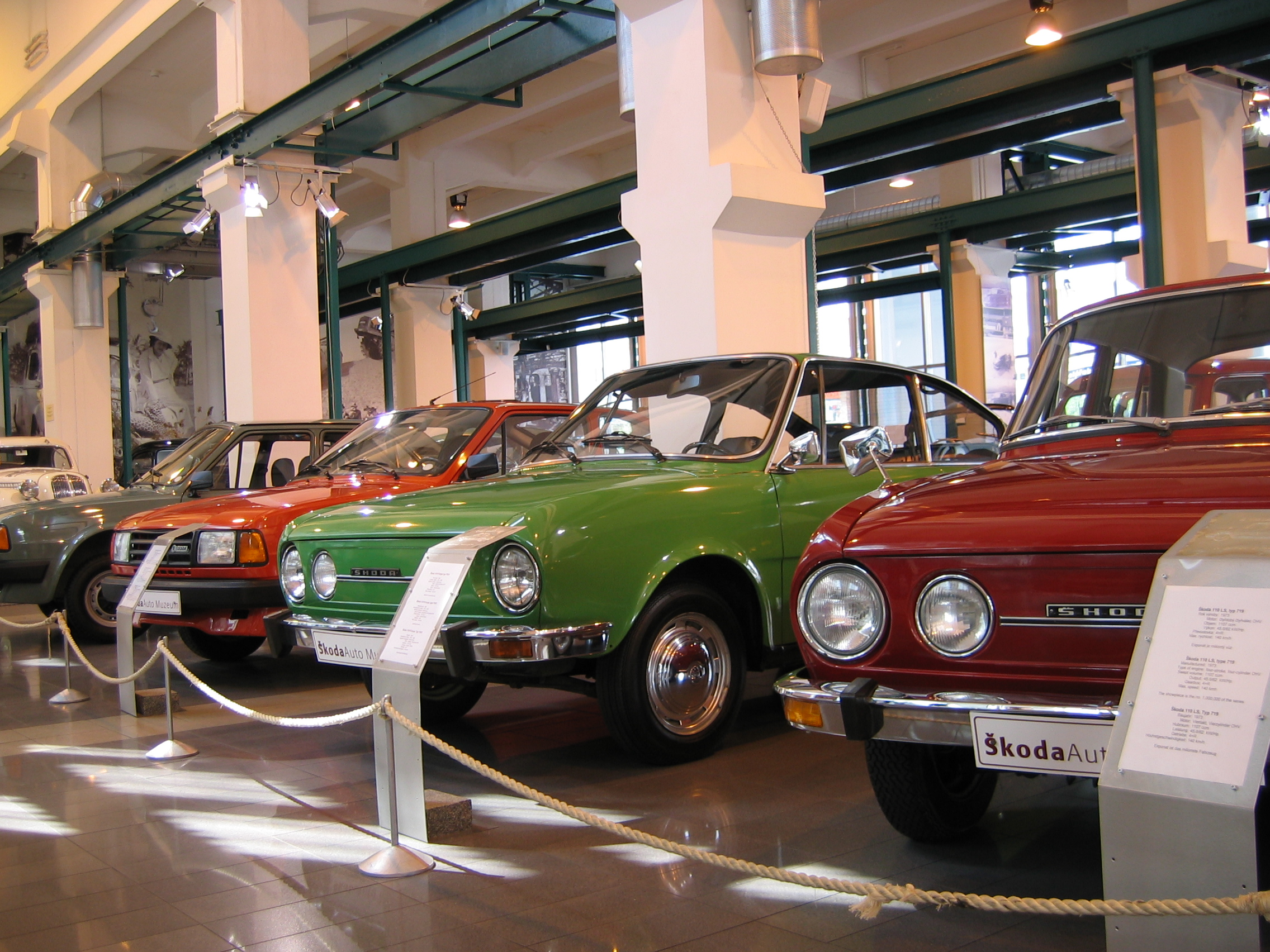
Škoda 110R
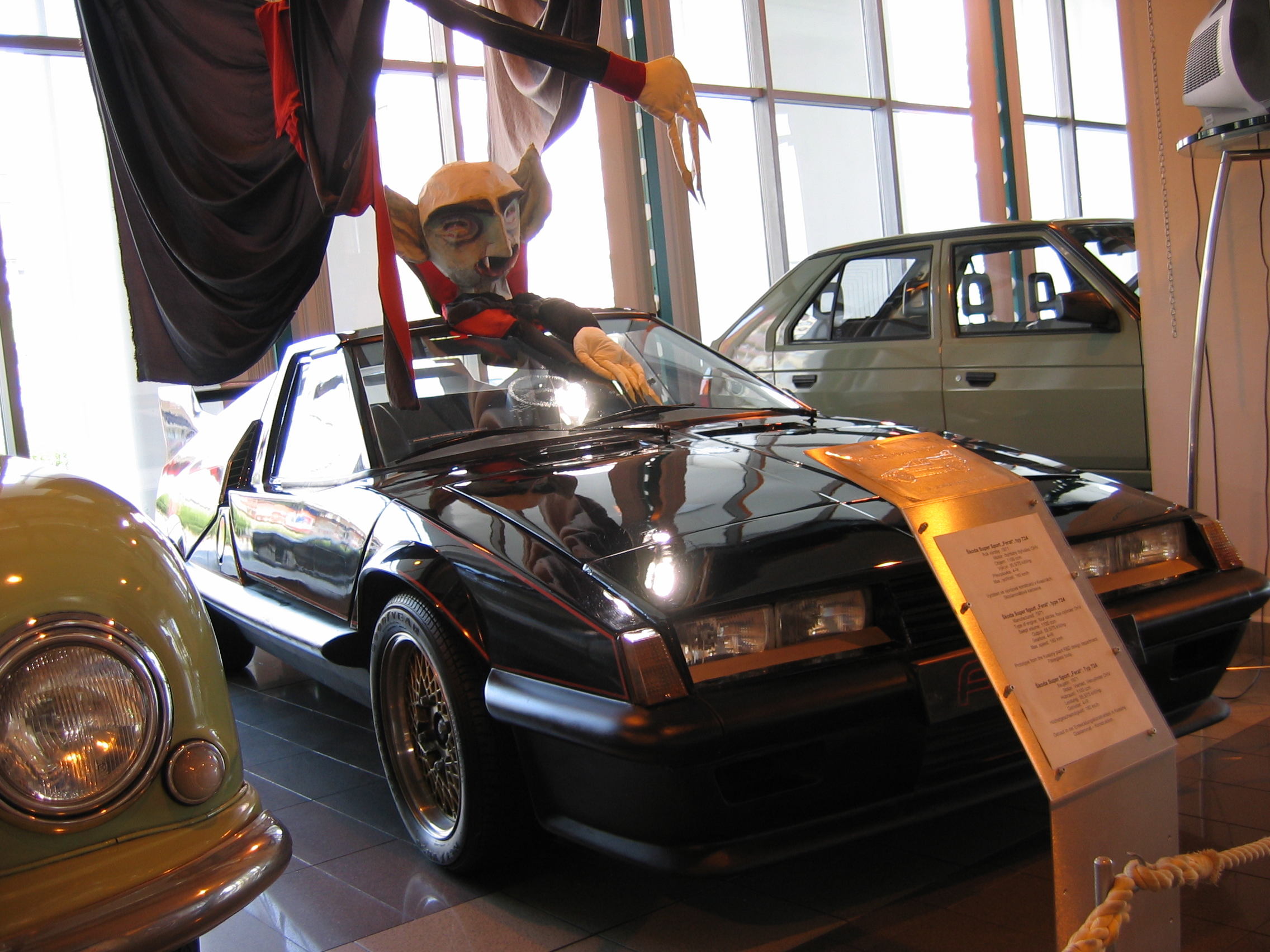
Škoda Super-Sport Ferat
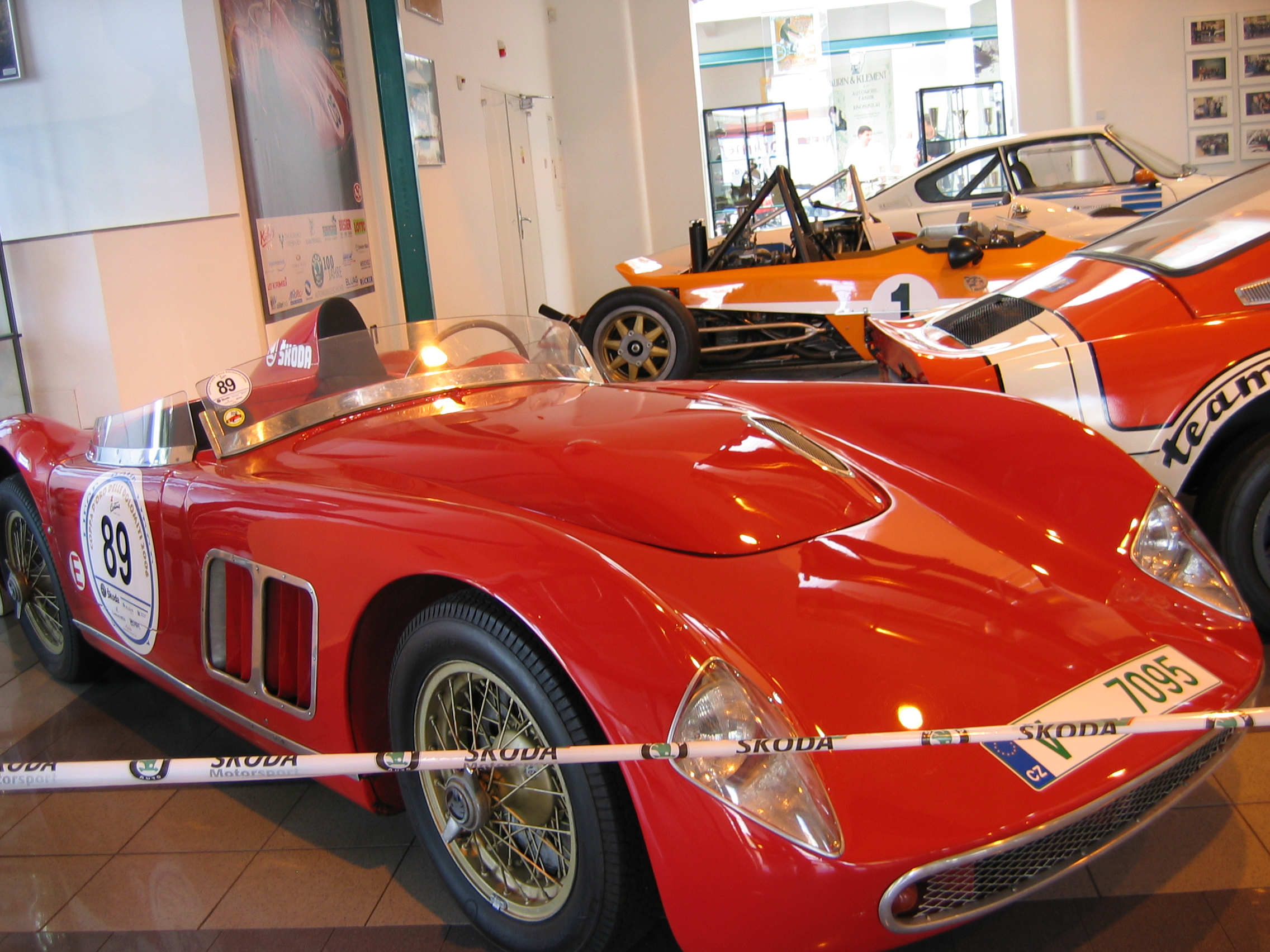
Škoda 1100 OHC
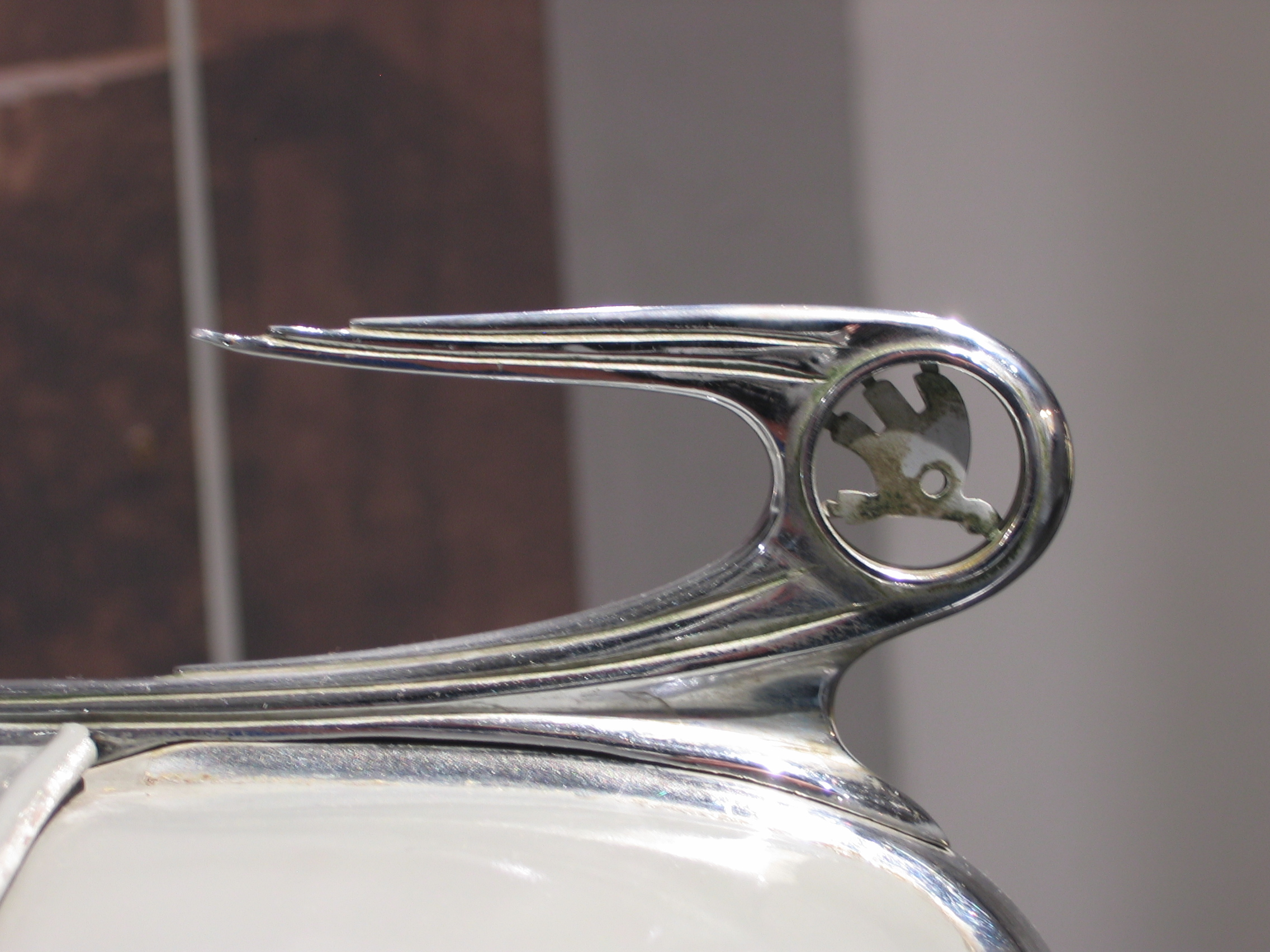
Logo